# ديزيريه بيلا لوبيد
ديزيريه بيلا لوبيد (برشلونة، 24 نوفمبر 1998)، هي كاتبة ومراسلة إسبانية من أصول إفريقية من غينيا الإستوائية، ناشطة مناهضة للعنصرية ونسوية.تعمل كاتبة عمود في Público.es. ومؤلفة كتاب أن تكوني امرأة سوداء في إسبانيا.
تعرّف نفسها على أنها مروج للهوية الأفرو من وجهة نظر «متحررة» وتدعي تمكين النساء الأفرو من خلال الصورة الشخصية. في بعض الأحيان استخدمت الاسم المستعار «زهرة سوداء».وفي نصوصها ومحاضراتها تبرِز «النشاط الجمالي» بإبراز الهوية المنحدرة من أصل أفريقي من خلال الصورة الشخصية. وبالمثل، تستند بيلا لوبيد في عملها السياسي إلى التنديد بوجود عنصرية نظامية وامتيازات بيضاء في الدساتير على المرأة السوداء في إسبانيا.

## مسيرتها المهنية
بدأت نشاطها بالمشاركة في مشاريع تعاونية مثل لوكاس ديل كونيو، وفي وسائط الإعلام الرقمية مثل:PlayGround Magazine.في عام 2018 بدأت
في كتابة عمود رأي في صحيفةPúblicoبمعدل تعاون واحد أو أثنين في الشهر.

## «أن تكوني امرأة سوداء في إسبانيا»
هي مؤلفة كتاب أن تكوني امرأة سوداء في أسبانيا الذي نشرته دار نشر Plan Bفي 20 سبتمبر 2018، حيث  تكتب عن تجربتها من الطفولة إلى البلوغ كامرأة سوداء في الدولة الأيبيرية. وتقول بيلا - لوبيدي، في مقابلة في صحيفة إل سالتو، إنها استلهمت  من بيسيلا بوكوكو، وهي رائدة أعمال إسبانية من أصل أفريقي  بترك بعض أعمالها بالوسائل المادية.
بدأ العمل بعد أن أغلقت بيلا-لوبيدي مواقع التواصل الإجتماعي الخاصة بها في عام 2017 بعد تعرضها للهجوم من خلال هذه المنصات. في ذلك، تروي الحياة اليومية من منظور امرأة إسبانية سوداء، وتستنكر وجود عنصرية هيكلية في إسبانيا، سارية في جميع المؤسسات، بما في ذلك النظام المدرسي.

## نضالها
في عام 2017 شاركت في نقض إعلان فيديو لكولا كاو. وقرب نهاية الفيديو تتحول رغوة كاو كولا المهزوزة إلى رأس رجل أسود ذو شارب وشعر أفريقي، وهو ما وصف بأنه إهانة عنصرية. قادت بيلا-لوبيدي حملة في عام 2016 ضد تساهل وتسامح يوتيوب مع الرسائل العنصرية. في مارس 2016، قدمت الشبكة الإسبانية للهجرة ومساعدة اللاجئين شكوى إلى أمين المظالم ضد يوتيوب لرفضها سحب التعليقات العنصرية التي وجهها العديد من المستخدمين إلى ديزيريه بيلا - لوبيدي في فيديو لها بعنوان «أن تكوني امرأة سوداء في إسبانيا». وقدم في وقت لاحق تقريراً إلى مكتب المدعي العام يدعي فيه أنه ينبغي مساءلة أصحاب التعليقات عن جرائم الكراهية والاعتذار عن العنصرية. حفظت النيابة الشكوى، مبررة القرار بحذف التعليقات، رافضة لقطات الشاشة التي قدمتها الناشطة.
في عام 2018، وجهت بيلا-لوبيدي نداء عبر منصة تويتر إلى ضحايا العنصرية لمشاركة عبارات مفضلة حول هذه القضية خلال هذه الحملة التي ذكرت في صحيفةEl País:
«العنصرية هيكلية، نتيجة لمجتمع ينبع من إمبراطورية ويعتقد بعض الناس أن بعض هذه التعليقات ليست عنصرية حتى.»

## روابط خارجية
https://www.desireebela.com/يحتوي على روابط لمدونتها ومقاطع الفيديو الخاصة بها
en YouTube https://www.youtube.com/user/EbonyNegraFlor
https://twitter.com/desiree_bela en Twitter